# 勅使河原有直
勅使河原 有直（てしがわら ありなお）は、平安時代末期から鎌倉時代初期の武士。

## 生涯
勅使河原氏は武蔵七党丹党の一族で武蔵国賀美郡勅使河原を名字の地とする武士で、祖父の代から称したという。『平家物語』「河原合戦」では源義経軍に属し、六条河原に先駆けた武士として塩谷惟広とともに有直の名が見られる。塩谷惟広は後続の兵を待つべきかと問うたが、有直は「第一陣が敗れれば後続も無事では済むまい。ただ駆けよ」と答え、源義仲軍へと攻めかかったという。
治承・寿永の乱が終結した直後の文治元年（1185年）源頼朝の使者として上洛、また同年の勝長寿院落成供養にも供奉している。文治3年（1187年）鶴岡八幡宮放生会において流鏑馬の的立を務める。文治5年（1189年）藤原泰衡追討祈念の鶴岡八幡宮放生会で頼朝の調度懸を務め、奥州合戦にも従軍。建久元年（1190年）と建久6年（1195年）の二度の頼朝の上洛に随兵として従っている。